# Santa Juana
Santa Juana é uma comuna da província de Concepción, região de Bío-Bío, Chile. Possui uma área de 731,2 km² e em 2022 tinha população de 12 713 habitantes.
A comuna limita a oeste com Arauco e Lota, a norte com Coronel, Hualqui e San Rosendo, a leste com Laja e a sul com Curanilahue e Nacimiento.